# Одеса (Флорида)
Одеса (енгл. Odessa) насељено је место без административног статуса у америчкој савезној држави Флорида.

## Демографија
По попису из 2010. године број становника је 7.267, што је 4.094 (129,0%) становника више него 2000. године.
| Група             | 2000.         | 2010.         |
| Белци             | 2.855 (90,0%) | 5.548 (76,3%) |
| Афроамериканци    | 21 (0,7%)     | 295 (4,1%)    |
| Азијати           | 23 (0,7%)     | 300 (4,1%)    |
| Хиспаноамериканци | 216 (6,8%)    | 998 (13,7%)   |
| Укупно            | 3.173         | 7.267         |